# Levallois-Perret
Levallois-Perret és un municipi francès, situat al departament dels Alts del Sena i a la regió de l'Illa de França. L'any 2005 tenia 62.500 habitants.
Forma part del cantó de Levallois-Perret i del districte de Nanterre. I des del 2016, de la divisió Paris Ouest La Défense de la Metròpolis del Gran París.